# Cyclopinidae
Cyclopinidae é uma família de copépodes pertencentes à ordem Cyclopoida.

## Géneros
Géneros (lista incompleta):
- Afrocyclopina Wells, 1967
- Allocyclopina Kiefer, 1954
- Arenocyclopina Krishnaswamy, 1957